# Liste des ordres, décorations et médailles de la république fédérative socialiste de Yougoslavie
Beaucoup d'ordres, de décorations et de médailles de la république fédérative socialiste de Yougoslavie (en serbo-croate : Ордени и медаље СФРЈ et Ordeni i medalje SFRJ) ont été créés pendant le Seconde Guerre mondiale, au cours de la lutte de libération nationale, notamment par un décret du commandement suprême des Partisans yougoslaves en date du 15 août 1943. Ces distinctions ont, avec d'autres plus tardives, ont été attribuées en 1945 et 1992, à des militaires, à des civils ou à des organisations socio-politiques. Après la dislocation de la Yougoslavie, certaines d'entre elles ont été maintenues jusqu'au temps de la Serbie-et-Monténégro, qui a duré jusqu'en 2006[réf. nécessaire].

## Histoire
Par un décret du 15 août 1943, le haut commandement de l'Armée nationale de libération et détachements de Partisans de Yougoslavie (en abrégé : NOV i POJ) crée un premier ensemble de distinctions honorifiques qui seront reprises par la future république fédérative socialiste de Yougoslavie : l'ordre du Héros national (en serbo-croate : Orden narodnog heroja), l'ordre de la Libération nationale (Orden narodnog oslobođenja), l'ordre de l'Étoile des partisans (Orden partizanske zvezde) avec ses trois niveaux, l'ordre de la Fraternité et de l'Unité ( Orden bratstva i jedinstva), l'ordre et la Médaille de la Bravoure (Orden za hrabrost et Medalja za hrabrost).
Le 9 juin 1945, le Conseil antifasciste de libération nationale de Yougoslavie (en abrégé : AVNOJ), qui sert d'assemblée provisoire aux lendemains de la Seconde Guerre mondiale, adopte la « Loi sur les ordres et des médailles de la république fédérative démocratique de Yougoslavie » (Zakon o ordenima i medaljama Demokratske Federativne Jugoslavije), reprenant les distinctions née de la lutte nationale contre les nazis, scinde l'ordre de la Fraternité et de l'Unité en deux niveaux, reprend l'ordre du Travail (Orden rada) créé le 1er mai 1945 et le subdivise en trois niveaux et crée de nouvelles distinctions comme l'ordre de la Liberté (Orden slobode) et l'ordre du Mérite pour le peuple (Orden zasluga za narod), constitué de trois niveaux et accompagné d'une médaille,. En plus de ces récompenses, le 14 septembre 1944, le Comité national de libération de la Yougoslavie (Nacionalni komitet oslobođenja Jugoslavije ; en abrégé : NKOJ) avait créé la Médaille commémorative des partisans 1941 (Partizanska spomenica 1941.) qui n'est pas mentionnée dans la loi générale de 1945 et qui fait l'objet d'une loi particulière, la « Loi sur le Souvenir partisan 1941 » (Zakon o Partizanskoj spomenici 1941.), adoptée le 25 mai 1946 ; cette médaille est destinée à récompenser les résistants et les combattants de la première heure, c'est-à-dire juste après l'invasion du royaume de Yougoslavie par les puissances de l'Axe (avril 1941).
La loi de 1945 sur les décorations est modifiée le 14 novembre 1955, avec des amendements en 1956, 1960 et 1961. Elle prévoit que les récompenses sont attribuées à des individus, à des unités militaires ou à des organisations professionnelles et communautaires par un décret (oukase) du président de la république fédérative socialiste de Yougoslavie. À partir de 1980, c'est-à-dire après la mort de Josip Broz Tito, les décorations sont attribuées par le président de la présidence tournante de la République, sur proposition du Conseil exécutif fédéral (le gouvernement), des autorités nationales ou provinciales, du secrétaire fédéral de la Défense (pour les militaires, les unités et les institutions de l'Armée populaire yougoslave) et le secrétaire fédéral des Affaires étrangères (pour les ressortissants étrangers et les organisations et institutions étrangères et internationales. La Commission des récompenses, dépendant de la présidence, examine et évalue les propositions qu'elle présente ensuite au chef de l'État.
En 1961, le nombre de décorations se monte à 42, soit 35 ordres et 6 médailles, dont 1 médaille commémorative. La plupart des décorations ont été conçues et dessinées par le sculpteur Antun Augustinčić et le peintre Đorđe Andrejević Kun, tandis que les insignes de l'ordre du Héros national sont dus au sculpteur Frano Dinčić[réf. nécessaire]. Les parties métalliques, notamment les plaques, sont à cette époque réalisées par la société Ikom, qui a son siège à Zagreb.
Les dernières médailles de la république fédérative socialiste de Yougoslavie sont attribuées le 27 avril 1992, au moment où la « Loi constitutionnelle sur l'application de la Constitution de la république fédérale de Yougoslavie » entre en vigueur, abolissant la loi sur les décorations de l'ancienne république fédérative. Le 4 décembre 1998, l'assemblée de la république fédérale vote la « Loi sur les décorations de la république fédérale de Yougoslavie », qui reprend certaines des distinctions de la république fédérative socialiste, par exemple l'ordre du Héros national, l'ordre de la Liberté, l'ordre de la Bravoure ou l'ordre du Drapeau de Yougoslavie (Orden jugoslovenske zastave). Après 2003, ces décorations sont reprises par la Communauté d'États de Serbie-et-Monténégro, qui est dissoute en 2006.

## Ordres
| Numéro | Ordre                                                                            | Insignes                             | Date de fondation                    | Niveaux                              |
| ------ | -------------------------------------------------------------------------------- | ------------------------------------ | ------------------------------------ | ------------------------------------ |
| 1.     | Ordre de l'Étoile de Yougoslavie                                                 | Ordre de l'Étoile de Yougoslavie     | Ordre de l'Étoile de Yougoslavie     | Ordre de l'Étoile de Yougoslavie     |
| 1.     | - Ordre de la Grande étoile de Yougoslavie                                       |                                      | 1er février 1954                     | de niveau 1.                         |
| 1.     | - Ordre de l'Étoile de Yougoslavie avec écharpe                                  |                                      | 1er février 1954                     | de niveau 6.                         |
| 1.     | - Ordre de l'Étoile de Yougoslavie à couronne d'or                               |                                      | 1er février 1954                     | de niveau 14.                        |
| 1.     | - Ordre de l'Étoile de Yougoslavie portée en sautoir                             |                                      | 1er février 1954                     | de niveau 24.                        |
| 2.     | Ordre de la Liberté                                                              |                                      | 12 juin 1945                         | de niveau 2.                         |
| 3.     | Ordre du Héros national                                                          |                                      | 15 août 1943                         | de niveau 3.                         |
| 4.     | Ordre du Héros du travail socialiste                                             |                                      | 8 décembre 1948                      | de niveau 4.                         |
| 5.     | Ordre de la Libération nationale                                                 |                                      | 15 août 1943                         | de niveau 5.                         |
| 6.     | Ordre du Drapeau de guerre                                                       |                                      | 29 décembre 1951                     | de niveau 7.                         |
| 7.     | Ordre du Drapeau de Yougoslavie                                                  | Ordre du Drapeau de Yougoslavie      | Ordre du Drapeau de Yougoslavie      | Ordre du Drapeau de Yougoslavie      |
| 7.     | - Ordre du Drapeau de Yougoslavie avec écharpe (I. niveaux)                      |                                      | 26 novembre 1947                     | de niveau 8.                         |
| 7.     | - Ordre du Drapeau de Yougoslavie à couronne d'or (II. niveaux)                  |                                      | 14 novembre 1955                     | de niveau 19.                        |
| 7.     | - Ordre du Drapeau de Yougoslavie à étoile d'or portée en sautoir (III. niveaux) |                                      | 26 novembre 1947                     | de niveau 28.                        |
| 7.     | - Ordre du Drapeau de Yougoslavie à étoile d'or (IV. niveaux)                    |                                      | 26 novembre 1947                     | de niveau 32.                        |
| 7.     | - Ordre du Drapeau de Yougoslavie à étoile d'argent (V. niveaux)                 |                                      | 26 novembre 1947                     | de niveau 35.                        |
| 8.     | Ordre de l'Étoile des partisans                                                  | Ordre de l'Étoile des partisans      | Ordre de l'Étoile des partisans      | Ordre de l'Étoile des partisans      |
| 8.     | - Ordre de l'Étoile des partisans à couronne d'or (I. niveaux)                   |                                      | 15 août 1943                         | de niveau 9.                         |
| 8.     | - Ordre de l'Étoile des partisans à couronne d'argent (II. niveaux)              |                                      | 15 août 1943                         | de niveau 17.                        |
| 8.     | - Ordre de l'Étoile des partisans avec fusils (III. niveaux)                     |                                      | 15 août 1943                         | de niveau 29.                        |
| 9.     | Ordre de la République                                                           | Ordre de la République               | Ordre de la République               | Ordre de la République               |
| 9.     | - Ordre de la République à couronne d'or (I. niveaux)                            |                                      | 2 juillet 1960                       | de niveau 10.                        |
| 9.     | - Ordre de la République à couronne d'argent (II. niveaux)                       |                                      | 2 juillet 1960                       | de niveau 18.                        |
| 9.     | - Ordre de la République à couronne de bronze (III. niveaux)                     |                                      | 2 juillet 1960                       | de niveau 27.                        |
| 10.    | Ordre du Mérite pour le peuple                                                   | Ordre du Mérite pour le peuple       | Ordre du Mérite pour le peuple       | Ordre du Mérite pour le peuple       |
| 10.    | - Ordre du Mérite pour le peuple à étoile d'or (I. niveaux)                      |                                      | 9 juin 1945                          | de niveau 11.                        |
| 10.    | - Ordre du Mérite pour le peuple aux rayons d'argent (II. niveaux)               |                                      | 9 juin 1945                          | de niveau 20.                        |
| 10.    | - Ordre du Mérite pour le peuple à étoile d'argent (III. niveaux)                |                                      | 9 juin 1945                          | de niveau 30.                        |
| 11.    | Ordre de la Fraternité et de l'unité                                             | Ordre de la Fraternité et de l'unité | Ordre de la Fraternité et de l'unité | Ordre de la Fraternité et de l'unité |
| 11.    | - Ordre de la Fraternité et de l'unité à couronne d'or (I. niveaux)              |                                      | 15 août 1943                         | de niveau 12.                        |
| 11.    | - Ordre de la Fraternité et de l'unité à couronne d'argent (II. niveaux)         |                                      | 15 août 1943                         | de niveau 21.                        |
| 12.    | Ordre de l'Armée nationale                                                       | Ordre de l'Armée nationale           | Ordre de l'Armée nationale           | Ordre de l'Armée nationale           |
| 12.    | - Ordre de l'Armée nationale à couronne de laurier (I. niveaux)                  |                                      | 29 décembre 1951                     | de niveau 13.                        |
| 12.    | - Ordre de l'Armée nationale à étoile d'or (II. niveaux)                         |                                      | 29 décembre 1951                     | de niveau 22.                        |
| 12.    | - Ordre de l'Armée nationale à étoile d'argent (III. niveaux)                    |                                      | 29 décembre 1951                     | de niveau 31.                        |
| 13.    | Ordre du Travail                                                                 | Ordre du Travail                     | Ordre du Travail                     | Ordre du Travail                     |
| 13.    | - Ordre du Travail avec drapeau rouge (I. niveaux)                               |                                      | 1er mai 1945                         | de niveau 15.                        |
| 13.    | - Ordre du Travail à couronne d'or (II. niveaux)                                 |                                      | 1er mai 1945                         | de niveau 25.                        |
| 13.    | - Ordre du Travail à couronne d'argent (III. niveaux)                            |                                      | 1er mai 1945                         | de niveau 33.                        |
| 14.    | Ordre du Mérite militaire                                                        | Ordre du Mérite militaire            | Ordre du Mérite militaire            | Ordre du Mérite militaire            |
| 14.    | - Ordre du Mérite militaire à grande étoile (I. niveaux)                         |                                      | 29 décembre 1951                     | de niveau 16.                        |
| 14.    | - Ordre du Mérite militaire avec épées d'or (II. niveaux)                        |                                      | 29 décembre 1951                     | de niveau 26.                        |
| 14.    | - Ordre du Mérite militaire avec épées d'argent (III. niveaux)                   |                                      | 29 décembre 1951                     | de niveau 34.                        |
| 15.    | Ordre de la Bravoure                                                             |                                      | 15 août 1943                         | de niveau 23.                        |
| 16.    | Ordre de l'Étoile de Karageorge avec épées                                       |                                      | 28 mai 1915                          | de niveau 36.                        |
| 17.    | Ordre de l'Aigle blanc (Serbie)                                                  |                                      | 23 janvier 1883                      | de niveau 37.                        |

## Médailles
| Niveaux | Médaille                             | Insignes | Date de fondation |
| ------- | ------------------------------------ | -------- | ----------------- |
| 1.      | Médaille de la Bravoure Miloš Obilić |          | 1913              |
| 2.      | Médaille du Courage                  |          | 15 août 1943      |
| 3.      | Médaille du Mérite pour le peuple    |          | 9 juin 1945       |
| 4.      | Médaille du Travail                  |          | 1er mai 1945      |
| 5.      | Médaille du Mérite militaire         |          | 1er janvier 1952  |
| 6.      | Médaille de la Valeur militaire      |          | 29 décembre 1951  |
| 7.      | Médaille du Mérite                   |          | ~                 |

## Autres médailles civiles et militaires
- Médaille commémorative « Liberté au peuple - Mort au fascisme »
- Médaille commémorative des 30 ans de la Victoire sur le fascisme
- Médaille commémorative des 10 ans de l'Armée populaire yougoslave
- Médaille commémorative des 20 ans de l'Armée populaire yougoslave
- Médaille commémorative des 30 ans de l'Armée populaire yougoslave
- Médaille commémorative des 40 ans de l'Armée populaire yougoslave
- Médaille commémorative des 50 ans de l'Armée populaire yougoslave
- Médaille de tireur d'élite
- Médaille de la Visite du President Tito en Inde et en Birmanie (1954-1955)
- Médaille de l'association des combattants volontaires yougoslaves dans les Brigades internationales en Espagne, 1936-1939
- Médaille de la meilleure recrue

## Médaille commémorative
| Niveaux | Médaille commémorative                     | Insignes | Date de fondation |
| ------- | ------------------------------------------ | -------- | ----------------- |
| 1.      | Médaille commémorative des partisans 1941. |          | 14 septembre 1944 |

## Littérature
- Opća enciklopedija, Jugoslavenski leksikografski zavod, Zagreb, 1980.
- Prister, Boris. Odlikovanja, Povijesni muzej Hrvatske, Zagreb, 1984.
- Vojni leksikon, Vojnoizdavački zavod, Beograd, 1981.

## Droit
- Zakon o osnovnim pravima lica odlikovanih Ordenom Karađorđeve zvezde s mačevima, Ordenom Belog orla s mačevima i Zlatnom medaljom Obilića ("Službeni list SFRJ", br. 67/72, 22/73, 33/76, 39/77 (Prečišćeni tekst), 53/82, 75/85, 87/89).
- Odluka o ocenjivanju ustavnosti Zakona o stavljanju van snage Zakona o osnovnim pravima lica odlikovanih Ordenom Karađorđeve zvezde s mačevima, Ordenom Belog orla s mačevima i Zlatnom medaljom Obilića ("Službeni list SRJ", br. 14/92).
- Naredba o utvrđivanju visine godišnjeg novčanog primanja po osnovu Ordena narodnog heroja i Ordena Karađorđeve zvezde s mačevima za 1994. godinu ("Službeni list SRJ", br. 36/94).

Sur les autres projets Wikimedia :
- Liste des ordres, décorations et médailles de la république fédérative socialiste de Yougoslavie, sur Wikimedia Commons